# Zvjezdasti anis
Zvjezdasti anis (badijan, lat. Illicium), rod korisnih ljekovitih grmova i drveća iz porodice šisandrovki, nekada uključivan u vlastitu porodicu Illiciaceae. Priznato je oko 40 vrsta koje rastu po Aziji (Indokina, Kina, Japan, Koreja, Sumatra, Borneo, Filipini) i jugoistoku SAD-a, Antilima i Meksiku.
Poznatije vrste su japanski zvjezdasti anis (Illicium anisatum) i Illicium verum.

## Vrste
1. Illicium angustisepalum A.C.Sm.
2. Illicium anisatum L.
3. Illicium arborescens Hayata
4. Illicium brevistylum A.C.Sm.
5. Illicium burmanicum E.H.Wilson
6. Illicium cambodianum Hance
7. Illicium cubense A.C.Sm.
8. Illicium difengpium B.N.Chang
9. Illicium dunnianum Tutcher
10. Illicium ekmanii A.C.Sm.
11. Illicium fargesii Finet & Gagnep.
12. Illicium floridanum Ellis
13. Illicium griffithii Hook. fil. & Thomson
14. Illicium guajaibonense (Imkhan.) Judd & J. R. Abbott
15. Illicium henryi Diels
16. Illicium hottense A.Guerrero
17. Illicium jiadifengpi B.N.Chang
18. Illicium kinabaluense A.C.Sm.
19. Illicium lanceolatum A.C.Sm.
20. Illicium leiophyllum A.C.Sm.
21. Illicium macranthum A.C.Sm.
22. Illicium majus Hook.fil. & Thomson
23. Illicium manipurense Watt ex King
24. Illicium merrillianum A.C.Sm.
25. Illicium micranthum Dunn
26. Illicium minwanense B.N.Chang & S.D.Zhang
27. Illicium modestum A.C.Sm.
28. Illicium pachyphyllum A.C.Sm.
29. Illicium parviflorum Michx.
30. Illicium parvifolium Merr.
31. Illicium peninsulare A.C.Sm.
32. Illicium petelotii A.C.Sm.
33. Illicium philippinense Merr.
34. Illicium pseudosimonsii Q.Lin
35. Illicium ridleyanum A.C.Sm.
36. Illicium simonsii Maxim.
37. Illicium stapfii Merr.
38. Illicium sumatranum A.C.Sm.
39. Illicium tashiroi Maxim.
40. Illicium tenuifolium (Ridl.) A.C.Sm.
41. Illicium ternstroemioides A.C.Sm.
42. Illicium tsaii A.C.Sm.
43. Illicium verum Hook.fil.
44. Illicium viridiflorum Yahara, A. Nagah. & Tagane
45. Illicium wardii A.C.Sm.